# Adriana Benítez
Adriana Fernanda Benítez Perugache (San Juan de Pasto, 31 de octubre de 1975-San Juan de Pasto, 14 de octubre de 2000) fue una líder estudiantil y social colombiana, conocida como La flor de la Universidad. Asesinada por paramilitares.

## Biografía
Nacida en Pasto en 1975, bachiller del  bachillerato en el Liceo Integrado de la Universidad de Nariño, fue madre a los 17 años. Fundó el grupo estudiantil Radicales Libres. Era dirigente de las movilizaciones universitarias en protesta por el proyecto del Plan Nacional de Desarrollo en 1999. También organizó el Foro departamental contra el Plan Colombia y adelantaba trabajo social con madres comunitarias. Se destacó por dirigir la movilización que logró la rebaja del transporte urbano de San Juan de Pasto, por organizar las protestas contra el Plan Colombia y por haber adelantado, junto con la comunidad del corregimiento de Morasurco, la movilización social contra el mal llamado relleno sanitario Santa Clara II.

## Asesinato
El 14 de octubre de 2000, en su noveno semestre del curso de pregrado de Economía en la Universidad de Nariño, fue asesinada (murió también Martín Emilio Rodríguez) por la espalda y rematada en el piso por Harold Viera López alias 'Motosierra' del Bloque Libertadores del Sur de las Autodefensas Unidas de Colombia, mientras asistía a una reunión de madres comunitarias cerca de la plaza de Nariño. El asesinato fue reconocido por Guillermo Pérez Álzate, alias 'Pablo Sevillano', y ordenado por Carlos Castaño; la razón fue que Adriana Benítez hubiera trabajado «con las FARC-EP en el Caguán».

## Homenajes
El Coliseo Adriana Benítez de la misma universidad lleva su nombre, al igual que una residencia estudiantil femenina de la Universidad Nacional de Colombia Sede Manizales.